# Lechosław Michalak
Lechosław Michalak (* 22. September 1956 in Żyrardów, Polen) ist ein ehemaliger polnischer Radrennfahrer.
Neben seinem Sieg bei der polnischen Meisterschaft im Straßenrennen 1984 gewann er auch den Titel im Mannschaftszeitfahren (1978 bis 1980 und 1982 mit der Mannschaft von Legia Warschau). Etappensiege holte er unter anderem in der Bulgarien-Rundfahrt 1979. 1978, 1979 und 1984 siegte er im Eintagesrennen Puchar Ministra Obrony Narodowej.
Dreimal nahm er an der Friedensfahrt teil: 1978 (28. Platz), 1981 (14. Platz) und 1982 (30. Platz).

## Palmarès
| Zusammenfassung |        |                                     |                                     |
| Jahr            | Erfolg | Erfolg                              | Rennen                              |
| 1977            | Sieger | Prolog; 2., 4. und 5. Etappe        | Polen-Rundfahrt                     |
| 1977            | Sieger | Gesamtwertung                       | Polen-Rundfahrt                     |
| 1978            | Sieger | Sieger                              | Tour de la Région de Łódź (Polen)   |
| 1978            | 3.     | 1. Etappe                           | Circuit Cycliste Sarthe             |
| 1978            | 3.     | 8. und 12. Etappe                   | Friedensfahrt                       |
| 1979            | 3.     | 8. und 10. Etappe                   | Britannien-Rundfahrt                |
| 1979            | 2.     | 1. Etappe                           | Polen-Rundfahrt                     |
| 1980            | Sieger | 12. Etappe                          | Britannien-Rundfahrt                |
| 1980            | Sieger | 4. und 5. Etappe                    | Polen-Rundfahrt                     |
| 1980            | Sieger | Nationalmeisterschaft Polen, Straße | Nationalmeisterschaft Polen, Straße |
| 1980            | Sieger | 5. Etappe                           | Niedersachsen-Rundfahrt             |
| 1980            | 2.     | Gesamtwertung                       | Niedersachsen-Rundfahrt             |
| 1981            | Sieger | 5. Etappe                           | Niedersachsen-Rundfahrt             |
| 1982            | 2.     | 7. Etappe                           | Friedensfahrt                       |
| 1983            | 2.     | 6. Etappe                           | Polen-Rundfahrt                     |
| 1984            | Sieger | Sieger                              | Nationalmeisterschaft Polen, Straße |
| 1985            | 3.     | 2. Etappe                           | Olympia’s Tour                      |